# العلاقات الدومينيكانية الطاجيكستانية
العلاقات الدومينيكانية الطاجيكستانية هي العلاقات الثنائية التي تجمع بين جمهورية الدومينيكان وطاجيكستان.

## مقارنة بين البلدين
هذه مقارنة عامة ومرجعية للدولتين:
| وجه المقارنة                                              | جمهورية الدومينيكان | طاجيكستان                          |
| --------------------------------------------------------- | ------------------- | ---------------------------------- |
| المساحة (كم2)                                             | 48.67 ألف           | 143.10 ألف                         |
| عدد السكان (نسمة)                                         | 10.40 مليون         | 8.92 مليون                         |
| الكثافة السكانية (ن./كم²)                                 | 213.68              | 62.33                              |
| العاصمة                                                   | سانتو دومينغو       | دوشنبه                             |
| اللغة الرسمية                                             | اللغة الإسبانية     | اللغة الطاجيكية                    |
| العملة                                                    | بيزو دومنيكاني      | ساماني طاجيكي، الروبل الطاجيكستاني |
| الناتج المحلي الإجمالي (بليون دولار)                      | 75.93 مليار         | 7.15 مليار                         |
| الناتج المحلي الإجمالي (تعادل القوة الشرائية) بليون دولار | 149.89 مليار        | 24.03 مليار                        |
| الناتج المحلي الإجمالي الاسمي للفرد دولار أمريكي          | 6.47 ألف            | 925                                |
| الناتج المحلي الإجمالي للفرد دولار أمريكي                 | 13.26 ألف           | 2.69 ألف                           |
| مؤشر التنمية البشرية                                      | 0.715               | 0.624                              |
| رمز المكالمات الدولي                                      | +1809، +1829، +1849 | +992                               |
| رمز الإنترنت                                              | .do                 | .tj                                |
| المنطقة الزمنية                                           | 00                  | ت ع م+05:00                        |

## منظمات دولية مشتركة
يشترك البلدان في عضوية مجموعة من المنظمات الدولية، منها:
| علم المنظمة | اسم المنظمة                        | تاريخ انضمام جمهورية الدومينيكان | تاريخ انضمام طاجيكستان |
| ----------- | ---------------------------------- | -------------------------------- | ---------------------- |
|             | مؤسسة التنمية الدولية              | 16 نوفمبر 1962                   | 4 يونيو 1993           |
|             | مؤسسة التمويل الدولية              | 31 أكتوبر 1961                   | 2 ديسمبر 1994          |
|             | منظمة حظر الأسلحة الكيميائية       | ?                                | ?                      |
|             | الأمم المتحدة                      | 24 أكتوبر 1945                   | 2 مارس 1992            |
|             | منظمة الشرطة الجنائية الدولية      | ?                                | ?                      |
|             | البنك الدولي للإنشاء والتعمير      | 18 سبتمبر 1961                   | 4 يونيو 1993           |
|             | الاتحاد البريدي العالمي            | ?                                | ?                      |
|             | وكالة ضمان الاستثمار متعدد الأطراف | 7 مارس 1997                      | 9 ديسمبر 2002          |
|             | يونسكو                             | 4 نوفمبر 1946                    | 6 أبريل 1993           |